# Tootega
 (juillet 2010).
Si vous disposez d'ouvrages ou d'articles de référence ou si vous connaissez des sites web de qualité traitant du thème abordé ici, merci de compléter l'article en donnant les références utiles à sa vérifiabilité et en les liant à la section « Notes et références ».
Dans la mythologie inuit, Tootega est une déesse âgée d'une grande sagesse qui vit dans un abri en pierre. Elle a la capacité de marcher sur l'eau et protège les pêcheurs et les kayakistes. 

## Rôle de Tootega dans la mythologie inuite
La mythologie inuite regorge d'esprits et de dieux qui représentent différents aspects de la nature et de la vie humaine. Tootega, en tant que déesse âgée et emplie de sagesse, joue un rôle de guide ou de protection pour le peuple inuit, en particulier pour ceux qui voyagent par voie maritime ou dépendent de la mer pour leur alimentation. Sa sagesse était recherchée et ses pouvoirs respectés. Les récits la concernant enseignent des leçons de survie, de respect des aînés et de puissance de la nature.

## Dans la culture populaire
- Chris d'Lacey (en), dans sa série The Last Dragon Chronicles (en), a fait apparaitre comme personnage un guide Inuit nommé Tootega d'après la déesse[1].
- Tootega apparait sur une des cartes du jeu de cartes à collectionner Deus paru en 1996, il s'agit plus précisément de la carte 161 Tootega dans la série des Eskimaux[2].